# Мирко Милићевић
Мирко Милићевић (Нови Сад, 2. август 1965) бивши је српски и југословенски кошаркаш. Играо је на позицији центра и током каријере променио је велики број клубова широм Европе. Важио је за једног од најснажнијих центара у југословенској кошаркашкој лиги.

## Каријера
Мирко Милићевић је рођен у Новом Саду и све до своје четрнаесте године је живео у војвођанској варошици Гајдобра. Као дечак прво је играо фудбал у Гајдобри, али пошто му је нога нагло порасла није могао да нађе копачку са бројем 51. Након тога је играо рукомет па је са лакоћом постизао преко 15 голова. Пошто није могао да трпи батине прелази да тренира за локални клуб Херцеговац из Гајдобре са 14 година.

### Црвена звезда
Ранко Жеравица га је запазио и одмах желео да га доведе у Црвену звезду. Годину дана касније долази у јуниорски тим Црвене звезде где су му тренери били Душко Вујошевић, Здравко Кубат и Горан Миљковић Финац. 1982. године долази до сениорског тима. Ранко га је одмах убацио у ватру па је са свега 17 година чувао најбољег стрелца лиге Предрага Беначека који му је дао само 6 поена. Иако је већ две сезоне био део сениорске екипе, са јуниорима Црвене звезде осваја југословенску титулу 1984. године. Од тада је стекао репутацију доброг одбрамбеног играча, због своје висине од 211 центиметара и 130 килограма добио је надимак Звер. Био је неустрашив и врло незгодан за противничке играче. ПАОК је гостовао Црвеној звезди 1987. године, када је избила туча. Мирко Милићевић је нокаутирао пола екипе ПАОК-а и десетак навијача из првог реда трибина. Остао је у Црвеној звезди све до 1988, а свој последњи меч у црвено белом дресу је одиграо против Партизана 13. априла 1988. То је била друга утакмица четвртфинала плеј-офа. Иако је Звезда изгубила и испала из даљег такмичења, ово ће бити једна од најбољих утакмица Мирка Милићевића у црвено-белом дресу постигавши 38 поена. Укупно је за сениорски тим Црвене звезде одиграо 170 утакмица и постигао 1808 поена.

### Цибона
1988. године из Звезде прелази у Цибону са којом потписује четворогодишњи уговор. Био је саиграч са Драженом и Ацом Петровићем. Најбољу утакмицу у дресу Цибоне је одиграо против Реала из Мадрида у гостима 21. фебруара 1989. у полуфиналу Купа победника купова, кад је постигао 34 поена. Због свађе на националној основи са Вељком Мршићем напушта Цибону.

### Војводина
1991. године долази у Војводину где је бележио сјајне партије. Био је други најкориснији играч лиге иза Бобана Јанковића и најбољи скакач првенства. Због сјајних партија нашао се на ужем списку репрезентације за наступ на Олимпијади у Барселони што се ипак није десило због санкција. 

### Инострана каријера
Остатак кошаркашке каријере је провео у иностранству. У Ваљадолиду је просечно постизао 15,8 поена и имао 6,9 скокова по утакмици. Наступајући за АЕК био је најбољи играч грчке лиге, постижући просечно 24 поена и 12 скокова, и у добу када је у Грчкој играо велики број НБА кошаркаша. Највећи део своје иностране каријере провео је у Турској па је добио и њихово држављанство. Четири пута је био најбољи стрелац турског првенства. Професионалну кошаркашку каријеру је окончао 2005. године са пуних 40 година.

### Репрезентација
Са јуниорском репрезентацијом Југославије је освојио бронзану медаљу на европском првенству у Шведској 1984. године. Екипу су чинили још: Перасовић, Јовановић, Зурић, Накић, Паспаљ, Мавренски, Здовц, Араповић, Павићевић, Говц и Пецарски. Мирко је био трећи стрелац тима са постигнутих 74 поена на 6 утакмица.

## Остало
После професионалне каријере наставио је да игра за ветеране Србије али је суспендован јер је на једном мечу нокаутирао три Литванца и једног Италијана. Након играчке каријере остао је у кошарци као менаџер. Сина свог пријатеља Саше Дончића, Луку је са 13 година нудио тиму Галатасараја који су га одбили. Лука након тога потписује за реал где напредује до једног од најбољих европских кошаркаша у историји. 
Из брака са турском држављанком има сина Јесукана Онара који се такође бави кошарком, и играо је за млађе репрезентативне селекције Турске. Из брака са другом женом има девојчицу и живе у Атини. 
Говори девет језика - осим српског: енглески, шпански, португалски, италијански, грчки, бугарски, руски и турски, све осим немачког и француског, како воли да нагласи.